# Caisa-Marie Lindfors
Caisa-Marie Lindfors (* 5. August 2000 in Uppsala) ist eine schwedische Leichtathletin, die sich auf den Diskuswurf spezialisiert hat.

## Sportliche Laufbahn
Erste internationale Erfahrungen sammelte Caisa-Marie Lindfors im Jahr 2018, als sie bei den U20-Weltmeisterschaften in Tampere mit einer Weite von 48,49 m in der Qualifikationsrunde ausschied. Im Jahr darauf schied sie bei den U20-Europameisterschaften im heimischen Borås mit 14,06 m in der Vorrunde im Kugelstoßen aus und belegte im Diskuswurf mit 53,08 m den vierten Platz. 2020 begann sie ein Studium an der Florida State University und im Jahr darauf wurde sie bei den U23-Europameisterschaften in Tallinn mit 55,48 m Vierte im Diskusbewerb. 2023 wurde sie bei der 2. Liga der Team-Europameisterschaft im Zuge der Europaspiele in Chorzów mit 58,16 m Fünfte und anschließend schied sie bei den Weltmeisterschaften in Budapest mit 54,54 m in der Qualifikationsrunde aus. Im Jahr darauf gelangte sie bei den Europameisterschaften in Rom mit 60,28 m auf den zehnten Platz im Diskuswurf, ehe sie bei den Olympischen Sommerspielen in Paris mit 59,29 m den Finaleinzug verpasste.
2025 gewann sie bei den World University Games in Bochum mit 58,80 m die Silbermedaille hinter der Türkin Özlem Becerek.
In den Jahren 2021 und 2023 wurde Lindfors schwedische Meisterin im Diskuswurf.

## Persönliche Bestleistungen
- Kugelstoßen: 16,67 m, 16. Mai 2025 in Winston-Salem
- Diskuswurf: 62,57 m, 14. Juni 2025 in Eugene